# Robert Jackson Bennett

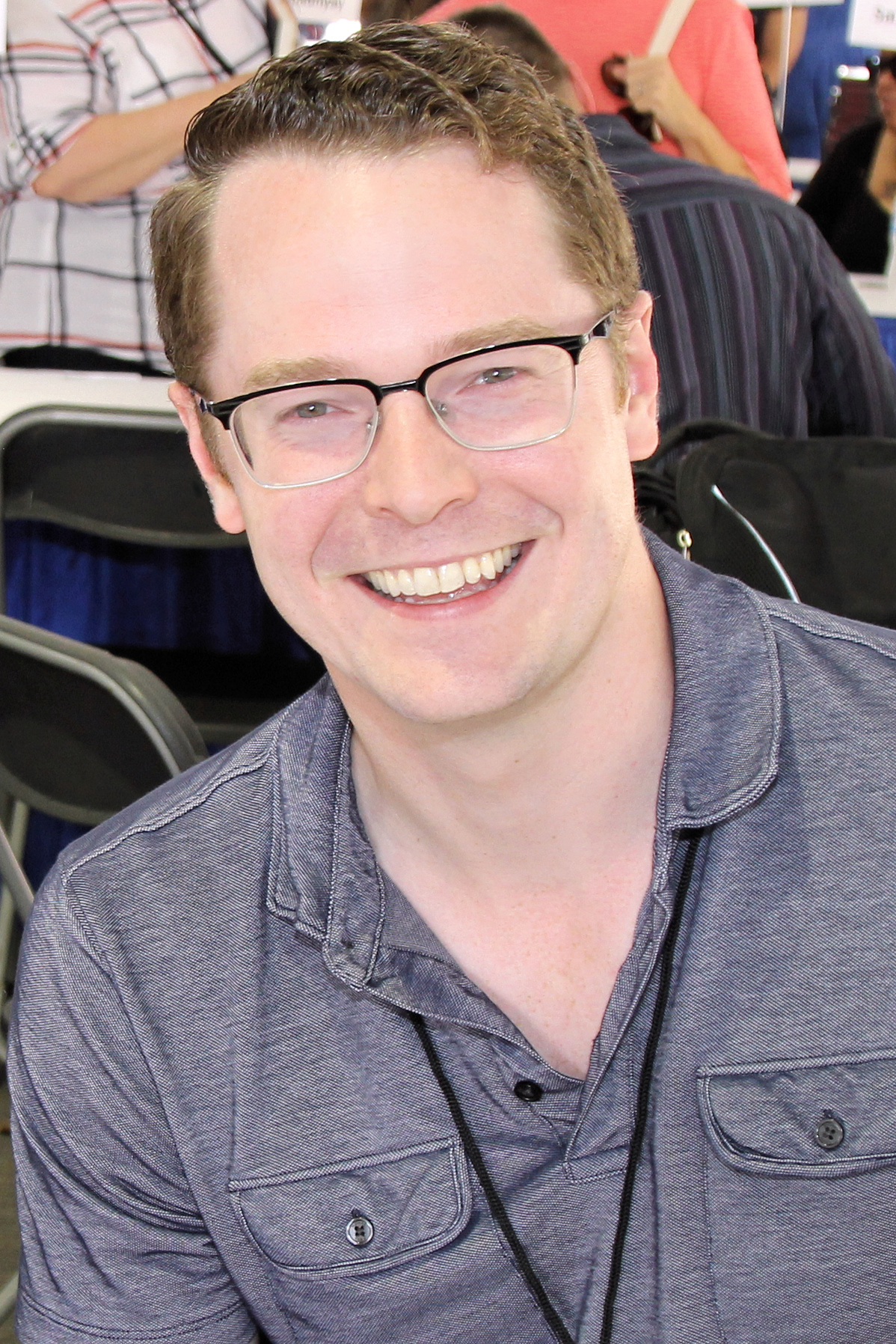
Bennett beim Texas Book Festival (2017)

Robert Jackson Bennett (* 1984 in Baton Rouge, Louisiana) ist ein US-amerikanischer Phantastik-Autor.

## Leben
Bennett wurde 1984 in Baton Rouge, Louisiana, geboren und wuchs in Katy, Texas, auf. Er studierte an der University of Texas und lebt heute in Austin. Seine Einzelromane sind schwer einem einzelnen Genre zuzuordnen, sie übernehmen Elemente sowohl aus dem Horrorbereich als auch aus der Science-Fiction- und Fantasyliteratur. Der Handlungsrahmen ist jeweils die US-amerikanischen Vergangenheit. Mit seiner Trilogie Die göttlichen Städte wendete sich Bennett mehr der Fantasyliteratur zu, die 2018 begonnene The Founders Trilogy bezeichnet er als Cyberpunk-Story im Gewand der High Fantasy.
Sein Debütroman Mr. Shivers wurde mit dem Shirley Jackson Award und bei den British Fantasy Awards mit dem Sydney J. Bounds Award für das beste Nachwuchstalent ausgezeichnet. Für seinen zweiten  Roman, The Company Man, erhielt er 2012 einen Edgar Award. 2013 erhielt er für American Elsewhere erneut den Shirley Jackson Award.

## Werke

### Einzelromane
- Mr. Shivers (2010).
  - Mr. Shivers, 2011, Piper Verlag, ISBN 978-3-492-26753-3
- The Company Man (2011).
- The Troupe (2012).
  - Silenus, 2012, Piper Verlag, ISBN 978-3-492-26870-7
- American Elsewhere (2013).
- Vigilance (2019).

### The Divine Cities (Die göttlichen Städte)
- City of Stairs, 2014, Broadway Books, New York
  - Die Stadt der tausend Treppen, 2017, Bastei Lübbe, ISBN 978-3-404-20861-6
- City of Blades, 2016, Broadway Books, New York
  - Die Stadt der toten Klingen, 2017, Bastei Lübbe, ISBN 978-3-404-20871-5
- City of Miracles, 2017, Broadway Books, New York
  - Die Stadt der träumenden Kinder, 2018, Bastei Lübbe, ISBN 978-3-404-20890-6

### The Founders Trilogy (Der Schlüssel der Magie)
- Foundrysite, 2018, Crown, New York
  - Der Schlüssel der Magie – Die Diebin, 2020, Blenvalet, ISBN 978-3-7341-6266-4
- Shorefall. 2020, Del Rey, New York
  - Der Schlüssel der Magie – Der Meister, 2021, Blenvalet, ISBN 978-3-7341-6267-1
- Locklands, 2022, Crown, New York
  - Der Schlüssel der Magie – Die Götter, 2023, Blenvalet, ISBN 978-3-7341-6268-8